# Yueyang
Yueyang is een stad in de gelijknamige prefectuur in het noorden van de zuidelijke provincie Hunan, Volksrepubliek China. Bij de volkstelling van 2020 had de stad 1.125.448 Inwoners, de gehele prefectuur had 5.051.922 inwoners.
Ook de stad Pingjiang ligt in de prefectuur Yueyang.
In de jaren-2020 werd te Yueyang een keizerlijk paleis opgegraven, dat in gebruik was tijdens het einde van de Qin-dynastie en aan het begin van de Han-dynastie. Het gebouw beschikte zelfs over een toilet met spoelfunctie, het oudste in China gevonden.